# U-32 (Kriegsmarine)
U-32 je bila nemška vojaška podmornica Kriegsmarine, ki je bila dejavna med drugo svetovno vojno. 
Bila je zadnja iz prve skupine šestih podmornic srednjega razreda VIIA, ki so jih izdelali v severnonemškem pristanišču Bremen, v ladjedelnici AG Weser. Naročilo za njeno izdelavo je bilo podpisano 1. aprila 1935, njena proizvodna serijska številka je bila werk 913, graditi so jo začeli 15. marca 1936, splovili so jo 25. februarja 1937 in dokončali ter predali v uporabo 15. aprila 1937. Njen prvi poveljnik je bil Werner Lott, v vojni pa sta jo vodila Paul Büchel in Hans Jenisch. Onadva sta jo popeljala na devet vojnih patrulj in v 72 operativnih dneh plovbe potopila 20 ladij s skupno tonažo 116.836 BRT. Njena kariera je bila končana 30. oktobra 1940, ko so jo potopili v napadu britanskih vojnih ladij.

## Zgodovina

### 1937-39
Vse od njenih začetkov v aprilu 1937 je sodila v sestavo druge podmorniške flotilje (2. Unterseebootsflottille), ki se je imenovala "Saltzwedel", po podmorniškem asu prve svetovne vojne, Reinholdu Saltzwedlu. V prvih štirih mesecih ji je poveljeval Werner Lott, ki pa je bil zatem prerazporejen in je prevzel poveljstvo nad U-35. Njega je nasledil Paul Büchel in jo kasneje prvi popeljal v vojno.

### 1939-40: druga svetovna vojna

#### Prva patrulja
Na prvo vojno plovbo je krenila 27. avgusta, malo pred napadom na Poljsko, iz vzhodnopruskega pristanišča Memel (današnja Klaipeda v Litvi). Po šestih dneh nerazburljive plovbe je 1. septembra pristala v zahodnobaltiškem pristanišču Kiel. Le dva dni kasneje sta Francija in Velika Britanija Nemčiji napovedali vojno in posledično so jo tedaj čakale nove naloge.

#### Druga patrulja
Z razširitvijo spopada se je takoj začela bitka za Atlantik. Zato se je že 5. septembra, le štiri dni po prihodu iz zadnje, odpravila na drugo plovbo. Tokrat je zapustila Baltik in se preko Severnega morja usmerila v vode zahodno od Britanije. Za nalogo je imela položiti minsko polje zahodno od pristanišča Bristol, ki leži na jugozahodu Britanije. 17. septembra je v jutranjem mraku brez posebnih težav položila 12 min TMB in zapustila nevarno območje. Nato je naslednjega dne uspela ujeti prvo nasprotnikovo ladjo. To je bila 4.863 tonska britanska tovorna ladja Kensington Court, ki jo je potopila brez človeških žrtev. Zatem ni več uspela ujeti kako novo ladjo in se je usmerila proti domu. Pri povratku pa je 28. septembra v Severnem morju naletela na majhen, komaj 875 tonski norveški Jern. Le tega je pregledala in ugotovila, da pluje v London ter ga zaradi tega potopila. Pred tem se je vsa norveška posadka umaknila z ladje in zato ni prišlo do nobenih človeških žrtev. To je bila zadnja direktna žrtev te plovbe, ostalo pa je še nevarno minsko polje, ki ga je položila. Le to je na začetku oktobra vzelo svoje žrtve, vendar se nobena ladja pri tem ni potopila. 5. in 6. oktobra sta bili tam poškodovani dve britanski tovorni ladji, zatem pa so preostale mine odstranili in se rešili nadaljnje škode. Podmornica pa se je medtem že vrnila domov v Wilhelmshaven, kamor je prispela 30. septembra. V tej patrulji je v 26 dneh plovbe potopila dve ladji s tonažo dobrih 5.000 BRT in še dve poškodovala (preko 17.000 BRT).

#### Tretja patrulja
Na naslednjo plovbo je krenila skoraj dva meseca po prihodu iz zadnje. Na pot je odšla 28. decembra in tri dni kasneje, na zadnji dan leta 1939, ujela prvo žrtev. To je bila majhna norveška tovorna ladja Luna (959 ton), ki jo je zadela z enim torpedom in potopila. Pri tem ni bil ubit noben od članov posadke. Zatem je 7. januarja v zalivu Firth of Clyde položila osem min TMC. Od teh min so si mnogo obetali, toda na nemško razočaranje se nanje ni ulovila nobena ladja. To je bilo tudi vse od te plovbe in podmornica se je vrnila v bazo po 26 dneh v katerih je potopila le eno ladjo s tonažo 959 BRT.
Med samo patruljo, na dan 1. januarja 1940, je bil podmorničin poveljnik Paul Büchel povišan v kapitana korvete (Korvettenkapitän). Po prihodu iz nje pa je poveljstvo zaradi razočaranja nad zadnjo predstavo, predvsem je bolel neuspeh z minami, poveljnika razrešilo in ga prestavilo v enoto za urjenje. Tako je dne 12. februarja novi kapitan U-32 postal Hans Jenisch, ki je bil do tedaj njen prvi častnik in je služil kot tak od januarja 1938 in je bil zraven na vseh dotedanjih patruljah.

#### Četrta patrulja
Prva patrulja pod novim kapitanom se je začela 26. februarja. Tudi tokrat je imela za nalogo položiti minsko polje v angleških vodah. Na plovbi okoli Britanije je uspela ujeti manjšo švedsko tovorno ladjo, 2.818 tonski Lagaholm, in jo potopiti s svojim topom. Pri tem je bil ubit en član posadke. Zatem je v prvih urah 10. marca položila 12 min TMA v bližini pristanišča Liverpool. To je pa bilo tudi vse od te patrulje. Potem niso uspeli ujeti nobene ladje več, niti ni minsko polje zahtevalo kakih žrtev. Iz te ne ravno uspešne plovbe se je vrnila 23. marca po 27 dneh plovbe.

#### Peta patrulja
Naslednjič se je iz baze odpravila 27. aprila. Tokrat je bila namenjena v norveški Trondheim, kamor je prispela po devetih dneh, brez da bi naletela na kako ladjo. Po treh dneh v Trondheimu je 8. maja ponovno izplula in spet brez kakega ulova zaključila patruljo dne 14. maja.

#### Šesta patrulja
3. junija se je ponovno odpravila na vojno plovbo. Tokrat se je usmerila v vode jugozahodne Britanije kjer je bil najgostejši pomorski promet. Tam je 18. junija potopila prve ladje. Prva žrtev tega dne je bil 1.522 tonski norveški Altair, ki ga je potopila brez, da bi pri tem bilo kaj človeških žrtev. Še istega dne je sledila potopitev dveh španskih ribiških bark, ki sta ribarili izven za ribolov določenega območja. Naslednji dan, 19. junija, je potopila 5.334 tonsko jugoslovansko tovorno ladjo Labud, ki je plul v Liverpool in je bil zato kljub jugoslovanski nevtralnosti upravičeno napaden. Tudi tokrat pri potopitvi ni prišlo do človeških žrtev. Tri dni kasneje, 22. junija je U-32 uspel zadnji ulov v tej patrulji, toda tudi največji do tedaj. Potopila je 9.026 tonski norveški tanker Eli Knudsen. In ponovno se je uspelo rešiti vsem članom posadke, tako da ni bilo ubitih. Zatem se je podmornica usmerila nazaj proti domu, kamor je prišla  1. julija po 29 dneh plovbe v kateri je potopila pet ladij s tonažo 16.098 BRT.

#### Sedma patrulja
15. avgusta se je še sedmič odpravila na plovbo. To je bilo zanjo zadnjič, da je plula okoli Britanije, saj so tedaj Nemci že imeli v rokah francoska atlantska pristanišča, ki so jih zasedli junija v bitki za Francijo. Tako je lahko vplula tja in s tem prihranila veliko časa, ki bi drugače šel za povratek v Nemčijo. Na tej patrulji je prva dva tedna neuspešno čakala na kakšen ulov. Nato pa je 30. avgusta odkrila in napadla konvoj HX-66A in potopila tri ladje. Prva je šla na dno 4.318 tonska britanska tovorna ladja Mill Hill in pri tem se je ubilo vseh 34 članov njene posadke. Sledila ji je 4.804 tonska Chelsea, potopitev katere je zahtevala 24 človeških življenj. Tretja ladja potopljena v tem napadu je bila 3.971 tonska norveška  Norne, ki je s seboj na dno morja vzela 17 življenj, med njimi tudi ladijskega kapitana. Zatem je U-32 nadaljevala plovbo in 1. septembra ji je uspelo napasti britansko križarko HMS Fiji (58), ki jo je zadela s svojim zadnjim torpedom. Fiji je utrpela znatno škodo, vendar se ni potopila. Pri tem je bilo ob življenje pet mornarjev, križarka sama pa je bila nato šest mesecev v popravilu. Podmornica se je potem brez torpedov odpravila v bazo v francoski Lorient, kamor je prispela 8. septembra po 25 dneh plovbe, v kateri je potopila tri ladje s tonažo 13.093 BRT in poškodovala 8.000 tonsko vojno ladjo.

#### Osma, najuspešnejša patrulja
Deset dni po prihodu iz prejšnje, 18. septembra, je krenila na naslednjo patruljo. To je bila za podmornico in njeno posadko daleč najuspešnejša plovba. Začela je 22. septembra s poškodovanjem Collegiana, ki pa se je napada ubranil po zaslugi svojega obrambnega topa in je srečno ušel poškodbam navkljub. Tri dni kasneje, 25. septembra, je bila bolj uspešna. Torpedirala je britanski 6.694 tonski parnik Mabriton in pri tem se je ubilo 12 članov posadke, 25 pa se jih je rešilo. Že naslednji dan ji je uspel nov ulov. Po šestih urah zasledovanja je smrtno poškodovala 6.863 tonski Corientes in ga nepomičnega zapustila. Dva dni kasneje ga je takega našla druga podmornica, U-37, in mu zadala milostni udarec. Medtem je U-32 26. septembra napadla še dve ladji in ju potopila. Prvi je bil 6.094 tonski norveški Tancred, pri potopitvi katerega ni bilo žrtev. Naslednja žrtev je bila britanska 4.084 tonska Darcoila, ki je s seboj na dno vzela celotno posadko 37 mož. Obe ladji sta bili osamljeni, potem ko sta se izgubili iz svojega konvoja in sta bili za podmornico lahki žrtvi. To pa še ni bilo konec uspehov za U-32, ki je dva dni kasneje, 28. septembra, ujela novega osamljenega izgubljenca ter ga potopila. To je bil britanski 5.759 tonski Empire Ocelot, pri potopitvi katerega sta bila ubita dva člana posadke. V naslednjih dveh dneh je potopila še dve ladji. In ponovno sta to bili taki, ki sta se izgubili iz svojega konvoja. Najprej je 29. septembra šla v globino britanska 5.267 tonska Bassa, ki je seboj vzela vseh 50 ljudi na krovu, ni bilo nobenih preživelih. Naslednji dan pa je prišel na vrsto 3.278 tonski nizozemski parnik Haulerwijk, ki ga je podmornica zasledovala sedem ur in šele nato uspešno napadla. Pri tem so bili ubiti štirje člani posadke, preostalih 27 se je rešilo, potem ko so jim iz podmornice dali napotke kam naj plujejo in tudi nudili prvo pomoč nekaj ranjencem. Zatem je 2. oktobra prišla na vrsto zadnja žrtev te plovbe. To je bil britanski 4.606 tonski Kayeson, ki ga je zadela s svojim zadnjim torpedom in potopila. Pri tem je ponesreči sama zadela ob potapljajočo se ladjo in se poškodovala, vendar poškodba ni bila usodna. Ob nesrečni ladji pa se je ubila celotna posadka 38 mornarjev, nihče ni  preživel. To je bila sedma potopljena ladja te patrulje, poleg tega sta še dve poškodovani, iz katere se je vrnila 6. oktobra po 19 dneh plovbe in potopljenih 35.782 BRT.

#### Devete plovba: potopitevEmpress of Britainter konec za U-32
Na deveto, svojo zadnjo patruljo se je odpravila 24. oktobra iz Lorienta. Štiri dni kasneje, 28. oktobra, ji je uspel največji ulov cele vojne za katerokoli podmornico. Napadla je veliko 42.348 tonsko potniško ladjo Empress of Britain, ki je bila dva dni pred tem hudo poškodovana v napadu letal Focke Wulf Fw 200. Dragoceno ladjo so Britanci ravno reševali, ko jo je napadla U-32. Izstrelila je tri torpede, od katerih sta dva zadela in jo potopila. Pri tem je bilo 45 smrtnih žrtev, 25 članov posadke in 20 potnikov, toda 578 se jih je rešilo. To je bila največja ladja kadarkoli potopljena s strani nemških podmornic v celi vojni.
Po tem največjem ulovu pa je prišel konec tudi za samo U-32. Le dva dni kasneje, 30. oktobra, sta jo izsledila in napadla britanska rušilca HMS Harvester (H 19) in HMS Highlander (H 44) in jo potopila z globinskimi minami. Tako je na sedmi dan devete plovbe končala kariero U-32 in s seboj odnesla devet članov posadke.

## Poveljniki
| Poveljniki |                      |              |                                     |
| Št.        | Čin                  | Ime          | Poveljstvo                          |
| 1.         | Kapitänleutnant      | Werner Lott  | 15. april 1937 - 15. avgust 1937    |
| 2.         | Korvettenkapitän     | Paul Büchel  | 16. avgust 1937 - 11. februar 1940  |
| 3.         | Oberleutnant zur See | Hans Jenisch | 12. februar 1940 - 30. oktober 1940 |

## Tehnični podatki
| Kategorije                                    | Podatki                       |
| --------------------------------------------- | ----------------------------- |
| Teža (t): na površju pod površjem polna Teža  | 626 745 915                   |
| Dolžina (m) - tlačni trup (m)                 | 54,51 - 45,50                 |
| Širina (m) - tlačni trup (m)                  | 5,85 - 4,70                   |
| Izpodriv (m)                                  | 4,37                          |
| Višina (m)                                    | 9,50                          |
| Moč (hp): na površju pod podvršjem            | 2.310 750                     |
| Hitrost (vozlov): na površju pod podvršjem    | 17 8                          |
| Doseg (milja/vozel): na površju pod podvršjem | 6.200/10 94/4                 |
| Torpeda/Torpedne cevi                         | 11/5 (4 na premcu, 1 na krmi) |
| Krovni top (mm)                               | 88                            |
| Mine                                          | 22 TMA                        |
| Posadka                                       | 42-46                         |
| Maksimalni potop (m)                          | 200                           |